# A-bus (København)
 For alternative betydninger, se A-bus. (Se også artikler, som begynder med A-bus)
A-busser er en type bybusser i København, der kører ofte og er let tilgængelige i kraft af mange stoppesteder. De blev indført af det daværende HUR Trafik den 20. oktober 2002 i forbindelse med åbningen af den første etape af Københavns Metro. A-busserne drives i dag af trafikselskabet Movia, der har udliciteret driften til forskellige entreprenører. A-busserne er gule og kan kendes på deres røde hjørner.
Siden den 20. oktober 2024 findes der seks A-buslinjer, mens yderligere fire er blevet nedlagt og én er blevet omdannet til Cityline. I myldretiden køres der uden fast køreplan men blot med angivelse af et forventet interval mellem busserne, der kan være helt ned til 3-4 minutter. I aftentimerne er der ca. 10 minutter mellem hver A-bus, mens der om natten køres hvert 20. eller 30. minut. På nogle yderstrækninger er det dog kun hver anden bus, der kører helt igennem. I 2024 havde de københavnske A-buslinjer 35,9 mio. passagerer tilsammen, svarende til 20,9 % af alle Movias passagerer.
Konceptet med A-busser findes også i Køge, Roskilde, Ringsted, Holbæk, Helsingør og Næstved, hvor Movia en eller to linjer i hver i 2009-11. De er beskrevet i særskilte artikler. Det samme gælder for Midttrafiks A-busser i Aarhus og i Randers.

## Generelt
A-busser er oprindeligt HUR Trafik og nu Movias udgave af begrebet stambusser, der også findes i flere andre større byer under forskellige betegnelser, for eksempel Berlin (Metrobus) og Stockholm (stombusslinjer). De er tænkt som linjer af høj kvalitet med hyppig drift og direkte linjeføringer, der udgør et attraktivt grundnet. Med deres røde hjørner i højre ide foran og venstre side bagpå er de let genkendelige. På stoppestedsstanderne er de markeret med røde skilte, ligesom der mange steder er automatisk nedtælling til næste bus på de linjer, der stopper der.
De københavnske A-buslinjer kører alle sammen døgnet rundt. På store dele af nettet opereres der med intervalkøreplaner det meste af driftstiden, hvor der blot angives antal minutter mellem busserne. Med kørsel hvert 10. minut eller oftere vil mange passagerer alligevel ikke have brug for mere nøjagtig information. På yderstrækningerne og om natten, hvor der er længere mellem busserne, benyttes dog normale køreplaner.
Linje 1A, 7A og 8A betjenes af busser med den sædvanlige længde på ca. 12 m. På linje 4A og 6A kører der ca. 13 m lange busser. Linje 1A, 6A, 7A og 8A betjenes af elbusser med opladning på garageanlæggene. På linje 2A benyttes der elektriske ledbusser med opladning ved endestationerne. Der er fri ind- og udstigning af alle døre på alle de københavnske A-buslinjer samt på linje 5C.

## Historie

### De første planer
Baggrunden for konceptet med A-busserne var etableringen af metroen i København, der åbnede i etaper i 2002-03, og som medførte en række ændringer og reduktioner i det eksisterende busnet. Et net der i grove træk stadig fulgte det samme mønster som ved omstillingen fra sporvejsdrift i 1960'erne men med en række senere tilkomne små og store ændringer, herunder indførelsen af S-busser op gennem 1990'erne. Forventningen var imidlertid, at der skulle spares 225.000 vogntimer pr. år det første år med metro og derefter 300.000 vogntimer pr. år. En simpel tilpasning til metroen ville derfor nemt blive opfattet som ensidig nedskæring af busdriften. Ikke mindst fordi det også ville ramme steder udenfor metroens dækningsområde.
I slutningen af 1990'erne begyndte det daværende Hovedstadsområdets Trafikselskab (HT) imidlertid at tænke på alternative opbygninger af linjenettet. I Kollektiv Trafikplan 1998 for hovedstadsområdet skitseredes således en forenkling af busbetjeningen i de centrale bydele. Her skulle der gradvist opbygges et net bestående af S-buslinjer suppleret med udvalgte lokale linjer. Med 10 minutters drift som grundlag skønnedes det at ville give et letforståeligt og attraktivt grundnet.
I 1997-98 arbejdede en række offentlige myndigheder på Projekt Basisnet, der gik ud på at skabe et basisnet for kollektiv trafik, som især ville dække de områder i København, der ikke i forvejen var banebetjente. Det resulterede i tre forslag, et med moderne sporvogne (letbaner) suppleret af højklassede busser, et andet med en metroring i de centrale bydele og letbane på Ring 3 suppleret af højklassede busser og et tredje udelukkende med højklassede busser. Særligt det sidste er interessant her, da en række af de skitserede strækninger senere blev benyttet til A-busser. Forslagene forudsatte dog også ting som en tunnel under Københavns Havn og vejforbindelser ved Tingbjerg og nord for Damhussøen, der aldrig er blevet etablerede, mens bygningen af metroens Cityringen og Ring 3 Letbanen først blev sat i gang langt senere. I modsætning til ideen med S-busserne kunne et basisnet altså ikke etableres umiddelbart i de tænkte udformninger, men flere af tankerne levede videre.
I efteråret 1999 udarbejdede HT et debatoplæg om et stambusnet i Københavns og Frederiksberg Kommuner, der skulle etableres ved metroens åbning i oktober 2002. I foråret 2000 blev det fulgt op af et konkret forslag til HT's bestyrelse. Der henvistes blandt andet til HT's egne erfaringer med S-busserne, der med sit enkle og højklassede system havde givet anledning til stor kundetilfredshed. Desuden henvistes til at stambusser var eller blev indført i flere udenlandske byer. I Stockholm var man for eksempel ved at indføre et net med fem stambuslinjer, der populært blev kaldt for "gadens metro". I Jönköping havde man tilsvarende med succes oprettet to stambuslinjer i 1996, der betjente de største rejsestrømme med direkte linjeføringer. Begge steder suppleredes dog med forskellige lokale og andre linjer.
I København var det tanken, at der skulle etableres et net med seks stambuslinjer bestående af seks dobbeltradiallinjer og to tværlinjer. De ville udgøre en enkelt og overskueligt net, der ville være let at forstå, og som kunne markedsføres offensivt. I dagtimerne på hverdage skulle der køres mellem 8 og 18 gange i timen, hvorved køreplaner reelt ville blive overflødige i de tidsrum. Om aftenen og søndagen skulle der typisk køres hvert tiende minut, så der ville køreplaner stadig være aktuelle. Derudover ville der være nogle yderstrækninger, der kun skulle betjenes af hver anden afgang. Udover Københavns og Frederiksberg Kommuner ville stambuslinjerne også komme til at dække dele af Rødovre, Hvidovre og Tårnby Kommuner. De ville erstatte nogle af S-buslinjerne, men de resterende ville så til gengæld i højere grad kunne fungere som hurtige forbindelser mellem forstæderne og centrum. Derudover skulle der suppleres med almindelige buslinjer af hensyn til den lokale trafikbetjening.
Det forventedes at der ville blive kapacitetsproblemer på de senere linje 1A, 4A og 5A. Det var derfor tanken, at de skulle betjenes af dobbeltdækkerbusser. Den slags busser kørte HT ellers ikke med på det tidspunkt, men det var lige blevet besluttet at indføre dem på linje 250S. For at sikre en ens identitet på stambusnettet, var det dog tanken, at alle stambuslinjer skulle betjenes af dobbeltdækkerbusser og i en anden farve end de almindelige busser. Stoppestederne skulle være af højere standard end ellers, om end en mindre udtynding i antallet måtte forventes. Af hensyn til regulariteten ville det være nødvendigt med busprioriteringstiltag så som busbaner, fremrykkede stoppesteder og prioritering i lyskryds. Dertil kom så realtidsinformation busserne imellem, så de bedre ville kunne holde den indbyrdes afstand, der svarede til frekvensen på en given linje.

#### Stambuslinjerne
Nedenfor er linjeføringen for de seks planlagte stambuslinjer gengivet i overordnede træk. Desuden er der angivet de eksisterende linjer, de svarede til i 2000. I praksis ville flere andre linjer også blive berørt på delstrækninger.
| Linje (arbejds- titel) | Påtænkt rute                                                                                         | Svarede til | Virkelighed |
| ---------------------- | --- | --- | --- |
| S1                     | Hellerup st. - Kongens Nytorv - Hovedbanegården - Toftegårds Plads - Hvidovre Hospital - Avedøre st. | Linje 650S | Oprettet som linje 1A den 25. maj 2003. |
| S2                     | Rødovre st. - Vesterbrogade - Hovedbanegården - Nørregade - Tagensvej - Emdrup Torv                  | Linje 550S Damhustorvet - Hovedbanegården, linje 5 Stormgade - Nørreport st. og linje 10 Georg Brandes Plads - Emdrup Torv                                        | Oprettet som linje 6A den 25. maj 2003, men med endestation ved Rødovrehallen i stedet for ved Rødovre st.                                                                       |
| S3                     | Husum st. - Frederikssundsvej - Nørreport st. - Hovedbanegården - Sundbyvester Plads - Lufthavnen    | Linje 5 Husum Torv - Nørreport st. og linje 250S Hovedbanegården - Lufthavnen                                                                                     | Oprettet som linje 5A den 20. oktober 2002, men kun til Sundbyvester Plads og endestation ved Husum Torv i stedet for ved Husum st. Forlænget til Lufthavnen den 16. marts 2008. |
| S4                     | Tingbjerg - Godthåbsvej - Hovedbanegården - Langebro - Kastrupvej - Lufthavnen                       | Linje 8 Tingbjerg - Brønshøj Torv, linje 2 Brønshøj Torv - Gyldenløvesgade, linje 12 og 13 Hovedbanegården - Øresundsvej og linje 9 og 19 Kastrupvej - Lufthavnen | Oprettet som linje 2A den 20. oktober 2002 men over Knippelsbro. |
| S5                     | Nordhavn st. - Blegdamsvej - H.C. Ørsteds Vej - Valbyparken                                          | Linje 3 | Oprettet som linje 3A den 14. december 2003. |
| S6                     | Svanemøllen st. - Nørrebro st. - Valby st. - Sjællandsbroen - Sundbyvester Plads - Amager Strandpark | Linje 39 Svanemøllen st. - Toftegårds Plads og linje 100S Svanemøllen st. - Lergravsparken                                                                        | Oprettet som linje 4A den 14. december 2003, men med endestation ved Lergravsparken st. i stedet for ved Amager Strandpark.                                                      |

### Fra stambusser til A-busser
Pr. 1. juli 2000 indgik HT som en del af det nyoprettede Hovedstadens Udviklingsråd (HUR), hvor det hovedsageligt fortsatte som HUR Trafik. Her blev der arbejdet videre med planerne, og i april 2001 blev der fremsat et detaljeret forslag til et stambusnet. Det var nu tanken, at alle seks linjer skulle etableres i forbindelse med åbningen af metroens etape 2A i maj 2003. Ved åbningen af etape 1 i oktober 2002 og etape 2B i slutningen af 2003 skulle der kun ske mindre justeringer i de berørte områder. Dertil kom dog så senere ændringer ved åbningen af etape 3 og Ringbanen på S-banen. De seks stambuslinjer i planen var de samme som året før, men der var dog sket nogle justeringer af linjeføringerne. Busserne skulle have øget komfort med en høj andel af siddepladser. På de senere linjer 1A, 4A og 5A var der stadig tanken at benytte dobbeltdækkerbusser. Imidlertid havde man fået gode erfaringer med 13,7 m-busser i mellemtiden, så det var tanken, at de skulle bruges på de senere linjer 2A, 3A og 6A. Af hensyn til entreprenørkontrakterne ville det dog være nødvendigt at benytte ældre 12 m-busser på nogle stambuslinjer i en overgangsperiode.
En væsentlig følge af stambusnettet var, at det ville medføre ændringer på de fleste linjer i det berørte område. Som alternativ arbejdedes med et referencebusnet, hvor det eksisterende busnet blev bibeholdt i størst muligt omfang. Metroen ville stadig medføre en del omlægninger og nedlæggelser men væsentligt flere buslinjer ville kunne bibeholdes uændret. De eksisterende S-buslinjer ville også blive beholdt men med indførelse af dobbeltdækkerbusser og 13,7 m-busser. Stoppestederne skulle forbedres i henhold til tidligere planer, mens busprioritering som ved stambusnettet også ville være fornuftige ved referencebusnettet. I udarbejdelsen af forslaget havde HUR Trafik dog lagt vægt på stambusnettet, der blev anset for at være en offensiv linje for den fremtidige bustrafik i København.
Slutresultatet blev at HUR besluttede at indføre stambusnettet ved sit møde den 26. oktober 2001. Det blev dog samtidig besluttet, at det skulle ske i tre etaper i takt med åbningen af metroen. Efterfølgende kunne den konkrete planlægning imidlertid for alvor gå i gang. Ændringerne i første etape ved metroens åbning i oktober 2002 blev vedtaget af HUR på et møde den 28. februar 2002. Her blev det også besluttet, at stambusserne skulle kaldes for A-busser. Begrundelsen var at "A står for det bedste vi har (A-klasse)". Desuden passede det med de eksisterende begreber E-bus og S-bus. Linjenumrene blev opbygget på samme måde, så de to første A-buslinjer kom til at hedde linje 2A og 5A. Efterhånden som A-busnettet blev etableret i 2002-03 fik A-buslinjerne desuden monopol på etcifrede linjenumre. Man valgte dog så vidt muligt numre, der passede med de linjer de erstattede, for eksempel linje 2A for afløseren for linje 2. De etcifrede linjer, der ikke blev erstattet af A-busser, blev erstattet af nye linjer med tocifrede numre med mere eller mindre identisk linjeføring, f.eks. linje 15 i stedet for linje 1.
På trods af de tidligere planer blev det dog ikke til noget med dobbeltdækkerbusser på A-buslinjerne. I stedet blev der indsat almindelige enetages lavgulvs 12 m- og 13,7 m-busser, der til en vis grad blev hentet fra andre linjer. Som design valgtes at de normalt gule busser skulle males røde på forreste højre og bagerste venstre hjørne. Desuden blev der påsat linjenumre og ruteforløb med vigtige destinationer langs tagkanten. Det sidste havde sporvognene i øvrigt også haft i sin tid men da i form af udskiftelige skilte, hvor man denne gang valgte at skrive på selve busserne. Det var dog måske nok en mindre heldig ide, da det besværliggjorde indsats på andre linjer. Oprindeligt måtte A-busserne derfor ikke benyttes på natbuslinjer, der netop havde helt andre linjeføringer, men det blev hurtigt opgivet i praksis af hensyn til økonomi og logistik. Senere forsvandt linjenummer og forløb fra de fleste linjer. I 2015 dukkede der dog en ny udgave af forløbet op på nogle linjer, men nu med vægten lagt på rejsemål undervejs.
Men på trods af det nye tiltag med indførelsen af A-busserne var det dog ingen hemmelighed, at der stadig skulle reduceres i den samlede busdrift. Ved mødet den 28. februar 2002 vedtog HUR imidlertid, at der kun skulle spares 190.000 vogntimer årligt i stedet for de planlagte 300.000. Det betød ikke mindst, at de populære S-busser ikke blev indskrænket så meget som planlagt. Desuden blev det vedtaget, at besparelserne skulle ske i form af en såkaldt "forsinkelsesstrategi". Ved første etape i oktober 2002 skulle der ikke spares, men i maj 2003 skulle der spares 70.000 vogntimer og i december 2003 30.000 vogntimer. De sidste 90.000 vogntimer skulle spares i maj 2004, hvor der ellers ikke åbnede nogen metrostrækninger. Planerne blev dog efterfølgende ændret, fordi der skulle ske besparelser i den offentlige sektor. Den 28. november 2002 vedtog HUR derfor, at der skulle spares 133.000 vogntimer på grund af metroen og 225.000 vogntimer i hele Hovedstadsområdet frem til 2006. Visse linjer, blandt andet A-busserne, blev imidlertid friholdt. Det holdt dog ikke længere end til den 3. august 2003, hvor der skete en mindre reduktion i driften på linje 2A.

### Premieren
Premieren på A-busserne fandt sted om morgenen søndag den 20. oktober 2002, hvor linje 2A og 5A blev etableret efter den officielle indvielse af metroens første etape mellem Nørreport og Vestamager/Lergravsparken dagen før. Linje 2A kom til at køre fra Tingbjerg via Godthåbsvej, Hovedbanegården og Kastrupvej til Københavns Lufthavn. Linje 5A kom til at køre fra Husum Torv via Nørrebrogade, Hovedbanegården og Amagerbrogade til Sundbyvester Plads. Samtidig blev en række andre linjer ændret på især Amager, idet blandt andet de omkring hundrede år gamle linjer 2, 5 og 9 blev nedlagt, erstattet af ikke mindst netop linje 2A og 5A. Men også de noget yngre linjer 4E og 11 blev afløst af A-busserne.
I ugerne op til og efter premieren blev der informeret på forskellig vis. Der blev udsendt et magasin til de husstande, der lå nær A-busstoppestederne, og abonnenterne på det daværende HT linieinfo blev informeret pr. brev eller e-mail. Desuden var der hængeskilte i busserne, og i de første fire uger var 10 A-busser forsynet med en kampagneudsmykning. Nedlæggelsen af linje 5 blev markeret ved, at en veteranbus fra Sporvejsmuseet Skjoldenæsholm kørte et par omgange på linjen den sidste dag 19. oktober 2002, hvor der også blev indsat flere ældre driftsbusser. Efterfølgende blev den officielle indvielse af A-busserne foretaget af HUR's formand Mads Lebech ved et arrangement på Rådhuspladsen den 21. oktober 2002.
Passagerernes reaktioner var noget blandede. De to A-buslinjer som sådan blev godt modtaget med ca. 35.000 passagerer om dagen på linje 2A og ca. 50.000 på linje 5A. Til gengæld var der utilfredshed med overfyldte busser på både gamle og nye linjer. En del var også utilfredse med at miste deres sædvanlige linjer mellem Amager og Indre By. Og selv om den nye metro nok dækkede en del af behovet, var det langt fra alle, der fik glæde af den. Som følge heraf måtte der efterfølgende justeres med flere afgange og nye stoppesteder på flere linjer. En anden problemstilling var, at linje 2A og 5A havde byttet strækninger på Amager i forhold til det, forgængerne linje 2 og 5 havde haft i mange år. Det var på tale at bytte strækninger igen, men det blev droppet, da de to linjer helst skulle have nogenlunde lige store passagertal på begge sider af Indre By.

### De næste linjer
Metroens etape 2A mellem Nørreport og Frederiksberg blev indviet den 29. maj 2003, men de tilhørende ændringer med oprettelsen af linje 1A og 6A fandt dog sted allerede 25. maj. Linje 1A kom til at køre fra Avedøre st. via Hvidovre Hospital, Hovedbanegården og Østerbrogade til Hellerup st. Linje 6A kom til at køre fra Rødovrehallen via Roskildevej, Hovedbanegården og Tagensvej til Emdrup Torv. De øvrige linjeændringer fandt denne gang primært sted på Sjællandssiden, idet blandt andet linje 1, 6, 8 og 16 måtte lade livet. De tre første blev dog erstattet af nye linjer med delvis samme linjeføring og altså ikke direkte af A-busserne. De gjorde så til gengæld indhug i S-busnettet med nedlæggelse af linje 550S og en omfattende omlægning af linje 650S. Derudover var der nogle efterjusteringer på Amager, blandt andet i form af en omlægning af linje 2A i Kastrup.
Også denne gang var der en informationskampagne. Der blev udsendt et magasin til ca. 500.000 husstande, der blev berørt af ændringerne, og der blev indrykket annoncer i pressen. I busserne blev der opsat hængeskilte og bagrudestreamers. En af de nye busser til linje 1A blev desuden indrettet som informationsbus og opsat sammen med et telt med informationsmedarbejdere skiftende steder i byen den sidste uge før køreplansskiftet. Her kunne passagerne få personlig vejledning om de kommende rejsemuligheder. Det sidste skyldtes ikke mindst, at en del ældre passagerer på Amager var blevet forvirrede ved skiftet i oktober 2002. Denne gang kom antallet af reaktioner efter køreplansskiftet dog til at ligge på højde med almindelige skift og betydeligt under det ved skiftet i oktober 2002. Nogle passagerer blev dog overraskede over, at en del busser på linje 1A kun kørte til Hvidovre Hospital. Derudover var der nogle praktiske ting som stoppesteder og afstribninger, der ikke var kommet på plads.
Metroens etape 2B mellem Frederiksberg og Vanløse indviedes den 12. oktober 2003, men det påvirkede ikke umiddelbart busnettet. I stedet etableredes de to sidste af de planlagte A-buslinjer, linje 3A og 4A, først den 14. december 2003. Linje 3A kom til at køre fra Nordhavn st. via Blegdamsvej, H.C. Ørsteds Vej og Enghavevej til Valbyparken. Linje 4A kom til at køre fra Svanemøllen st. via Nørrebro st., Toftegårds Plads og Sundbyvester Plads til Lergravsparken st. Der var i begge tilfælde tale om tværlinjer, så udover linje 3, 39 og 100S, der alle blev nedlagt, havde etableringen af dem kun begrænset betydning for det øvrige linjenet.
I foråret 2004 kunne det konstateres, at A-busserne var en succes med ca. 215.000 passagerer om dagen, svarende til 60 % af alle passagerer i København. Især fremgangen på linje 1A i forhold til forgængerne linje 16 og 650S blev fremhævet. Det skyldtes blandt andet hyppigere drift, og at brugen af 13,7-busser gav flere siddepladser. Den gennemsnitlige rentabilitet for A-busserne var på 88 % i 2003, hvilket betød at kun 12 % af driftsudgifterne måtte dækkes med tilskud. Linje 5A lå i top med en rentabilitet på 105 %. Den havde desuden klart flest passagerer med 18 mio. i 2003 og en meget høj produktivitet med 104 påstigende pr. kørt vogntime.

### De første år
A-buslinjerne har siden starten udmærket sig ved mange stop og hyppig drift på centrale strækninger med helt ned til 3-4 minutter mellem busserne i myldretiden og højst 10 minutter udenfor. På nogle yderstrækninger er det dog kun hver anden bus, der kører helt igennem, så der her i perioder for eksempel er 20 minutters drift. Den hyppige drift medførte, at man i 2004 droppede de sædvanlige linjekøreplaner i busserne, hvorefter passagererne var henvist til internettet eller køreplanerne på stoppestederne. I april 2012 tog man forsøgsvist et skridt videre med nye køreplanstavler på stoppestederne, hvor der kun blev angivet intervaller i store træk og i øvrigt henvistes til at søge aktuel information pr. sms. Der blev dog efterfølgende ændret til angivelser af intervaller time for time og konkrete minuttal, når der var længere mellem busserne.
Mens A-busnettet blev etableret, fremkom Trafikplan 2003 fra Hovedstadens Udviklingsråd, hvor der blev lagt op til flere forlængelser og en ny linje efter 2005. Den nye linje ville svare til linje 21 fra Hellerup st. ad Ring 2 til Rødovre st. Forlængelserne omfattede linje 6A til hhv. Glostrup st. og Buddinge st. og linje 2A via en ny busvej fra Tingbjerg til Gladsaxe Trafikplads, så de fik tilslutning til Ring 3 og på sigt den påtænkte letbane der. Den manglende etablering af busvejen ved Tingbjerg havde nogle år tidligere forhindret etableringen af den planlagte linje 450S, og heller ikke ved denne lejlighed blev det til noget. Heller ikke de andre forlængelser eller den nye linje blev umiddelbart til noget, men linje 6A blev dog forlænget til Buddinge st. den 21. oktober 2012.
I praksis blev det dog også til en forkortelse, da linje 2A blev afkortet fra Lufthavnen til Ved Stationen den 24. oktober 2004 som følge af byggeriet af metroens etape 3, Østamagerbanen. Da denne åbnede den 28. september 2007 blev det så til gengæld med en ny Kastrup st. ved linje 2A's endestation. Ved samme lejlighed blev linje 4A omlagt fra Lergravsparken st. til Femøren st. på den nye bane. Den blev dog lagt tilbage igen pr. 1. april 2012. Samtidig fik den så også en afgrening fra Bella Center st. til Ørestad st. I mellemtiden blev linje 5A forlænget fra Sundbyvester Plads til Lufthavnen i forbindelse med forskellige omlægninger på Amager 16. marts 2008.

### Konceptet spreder sig
Ved Strukturreformen den 1. januar 2007 blev Hovedstadens Udviklingsråd nedlagt, idet HUR Trafik i stedet blev fusioneret med Vestsjællands Trafikselskab og Storstrøms Trafikselskab til Movia. De kunne i 2008 konstatere, at A-buslinjerne fortsat var en succes. I første halvår 2008 kunne man således notere 2,5 % flere passagerer på de seks A-buslinjer end i første halvår 2007 og det på et tidspunkt, hvor det samlede passagertal ellers var faldende. Movias forretningsudviklingschef Per Gellert konkluderede derfor at "A-busserne imødekommer kundernes ønske om enkelthed, mange afgange og information om den faktiske afgangstid. Med den viden om bussernes popularitet, er det klart, at vi håber at kunne overføre konceptet til andre buslinjer." Hvordan det sidste skulle ske stod dog ikke umiddelbart klart. Til gengæld bemærkedes at udmeldingen mindede om successen i 1990'erne med S-busserne, der også havde været præget af mange afgange, enkle ruteføringer og mere information.
Overførslen af konceptet til andre linjer kom i praksis til at ske ved, at der blev indført A-busser i seks sjællandske provinsbyer i løbet af 2009-11. Som den første oprettedes linje 401A i Ringsted den 13. december 2009. Med kørsel hvert kvarter var og er frekvensen noget lavere end i København, men sammenlignet med bybussystemer i lignende provinsbyer er den høj. Ved køreplansskiftet den 12. december 2010 oprettedes tilsvarende linje 101A og 102A i Køge og linje 601A i Næstved. Et år efter, den 11. december 2011, fik tre nye byer A-busser i form af linje 201A og 202A i Roskilde, 501A i Holbæk og 801A i Helsingør.
Konceptet spredte sig også til Aarhus, hvor Midttrafik oprettede seks A-buslinjer i forbindelse med en fuldstændig omlægning af bybusnettet den 8. august 2011. Den aarhusianske udgave af stambusserne har dog ikke noget at gøre med de sjællandske. De adskiller sig blandt andet ved, at busserne springer en del stoppesteder over på strækninger, hvor der også kører andre linjer. Oprindelig havde de dog de røde hjørner til fælles med de sjællandske A-busser, men det blev delvist opgivet i 2014 og endeligt afviklet i 2015.

### Nye linjer og natdrift
I København blev A-busnettet udvidet med en usædvanlig linje den 24. oktober 2010, da en ny linje 11A i Indre By erstattede CityCirkel (linje 11) og Tivoli Shuttle og samtidig overtog disses små batteridrevne elbusser. CityCirkel var blevet etableret den 12. juni 2009 som en ensrettet ringlinje ad en kringlet rute gennem Middelalderbyen, men mangel på passagerer havde ført til stort underskud, hvorfor væsentlige ændringer var nødvendige, hvis elbusserne stadig skulle have en fremtid. Løsningen blev en ny linje med kørsel i begge retningen men udenom Middelalderbyens mange smalle ensrettede gader. I stedet kørtes ad en bugtet rute fra det nye Tivoli Hotel via Hovedbanegården, Nørregade og Kongens Nytorv til Nyhavn. I forhold til de øvrige københavnske A-buslinjer var driftshyppigheden på linje 11A oprindelig lidt lavere og driftsstart i weekenderne først op ad formiddagen.
Den 4. april 2011 indledtes et forsøg på linje 4A, hvor passagerer med kort eller billet også kunne stige ind ad bagdøren. Dette system benyttes i forvejen i en del udenlandske byer, men i Danmark er standard indstigning foran hos chaufføren undtagen i bybusserne i Aarhus. Ved evalueringen i november 2012 kunne det konstateres, at der efter halvandet år stadig herskede lidt forvirring om det nye system blandt passagererne, men at de generelt havde taget det til sig. Det medførte kortere stop og dermed 5 % kortere rejsetid, mens snydprocenten overraskende nok var uændret. Som alternativ overvejedes dog et system, hvor passagererne steg ind i midten og ud foran og bagi. Det blev indført i praksis på linje 4A ved en ændring af forsøget den 3. marts 2013. Ved det efterfølgende udbud af linjen i 2014 bemærkede Movia, at passagererne havde taget positivt imod forsøget, og at stoppestedsopholdene var blevet kortere, men også at der var kommet flere gratister. Desuden var det et problem, at busserne oprindelig ikke var indrettet til indstigning ad midterdørene. Forsøget blev ikke umiddelbart udbredt til andre linjer.
Den 24. marts 2013 oprettedes en ny linje 9A fra Glostrup st. via Rødovre Centrum, Vanløse st. og Hovedbanegården til Operaen på Holmen. Det skete på bekostning af linje 15, der blev nedlagt, samt dele af linje 13 og 14, der blev omlagt. Der var på forhånd betydelige forventninger til den nye linje, der forventedes at få 7 mio. passagerer om året, svarende til 23.000 på en hverdag. Til sammenligning havde linje 1A 9,8 mio. passagerer i 2012 og linje 3A 5,7 mio.
Samtidig med oprettelsen af linje 9A blev der også indført natdrift på både denne og linjerne 1A-6A, idet de med virkning fra natten mellem den 23. og 24. marts kører i døgndrift med 20-minutters drift nat efter fredag-lørdag og 30-minuttersdrift øvrige nætter, idet visse yderstrækninger dog må nøjes med timedrift. Samtidig nedlagdes natbuslinjerne 80N og 82N-85N.
Baggrunden for døgndriften var, at man ville gøre det lettere for passagererne, der ikke ville behøve at skulle tage hensyn til natbusser med andre linjeføringer men i stedet kunne tage de samme linjer både dag og nat. Det betød ganske vist, at nogle gader ikke længere blev betjent om natten, fordi de hidtidige natlinjer blev nedlagt, men til gengæld fik andre gader uden natbusdrift hidtil så betjening i stedet. Man forventede at tiltaget ville øge passagertallet med 20 %, men i december 2014 kunne man konstatere, at passagertallet for A-busserne om natten i stedet var steget med 60 % i forhold til de hidtidige natbusser.
Senere samme år, den 11. august 2013, fik linje 1A en gren mod nord ad Strandvejen til Klampenborg st. Her havde linje 14 tidligere kørt, men den var blevet omlagt den 24. marts 2013, hvorved borgerne i området havde mistet deres direkte forbindelse til Indre By. Efter at have klaget fik de imidlertid igen en forbindelse, idet linje 1A et par gange i timen i stedet for at køre til Hellerup st. nu kørte direkte ad Strandvejen til Klampenborg st.

### Goddag og farvel til elbusser
Fra oktober 2014 til december 2015 blev der indsat en batteridreven elbus som forsøg på linje 3A. Linje 11A blev som nævnt i forvejen betjent af små elbusser, men fra november 2013 til december 2015 blev der gjort forsøg med to elbusser i fuld størrelse på forskellige linjer i København. Erfaringerne var at elbussen havde højere købs- og driftsomkostninger end dieselbusser, blandt andet på grund af den høje elafgift. Desuden var busserne ude af drift i over en tredjedel af de dage, hvor de skulle have kørt, for eksempel på grund af tekniske problemer eller mangel på indøvede chauffører. Når busserne var i drift, kørte de dog stabilt.
Sideløbende havde man dog også gjort sig andre tanker om miljøvenlige busser, heriblandt elbusser med opladning undervejs. Det ville give længere rækkevidde men også afhængighed af steder at lade op, hvilket ville være sårbart i forbindelse med omlægninger, ligesom det krævede tid til opladning. De praktiske erfaringer med det fik man igen på linje 3A, hvor der blev indsat to elbusser med opladning ved endestationerne fra den 29. august 2016 til den 31. januar 2019. Opladningen skete fra ladestationer, der var udformet nærmest som køreledningsmaster med en lader over vejbanen. På busserne var der en pantograf, der blev hævet op til laderen, hvor de så fik strøm på tre minutter under det almindelige endestationsophold. Derudover blev busserne ladet op i garagen.
Den 1. januar 2015 blev der for første gang nedlagt en A-buslinje. Det var linje 11A, der aldrig kom til at leve op til forventningerne men tværtimod havde så lave passagertal, at det offentlige tilskud pr. passager var på over 32 kr. mod kun 30 øre for den mest effektive linje, 5A. På den baggrund ønskede Københavns Kommune ikke længere at betale for linje 11A, hvis kontrakt ellers oprindeligt løb til slutningen af 2015, men som kom til at køre for sidste gang nytårsaften 2014. Store dele af strækningen betjentes i øvrigt allerede af andre linjer, så for passagererne var tabet begrænset. Nørregade mistede dog sin busbetjening for en tid, ligesom Nationalmuseet og Tivoli Hotel heller ikke længere havde bus til døren.
Knap tre måneder senere, den 29. marts 2015, oprettedes der til gengæld en ny A-buslinje, idet den hidtidige linje 18 blev opgraderet til den nye A-buslinje 8A fra Nordhavn st. via Jagtvej, Falkoner Allé og Gammel Køge Landevej til Friheden st. Før ændringen fortsatte linje 18 til den vestlige del af Avedøre Holme i myldretiden, men denne kørsel overgik til linje 200S, der omlagdes. Et par år efter, 9. april 2017, blev linje 9A omlagt fra Operaen til en ny endestation på Refshaleøen.

### Ledbusser og Cityline
Som nævnt ovenfor blev det oprindelig ikke til noget med dobbeltdækkerbusser på A-buslinjerne. Til gengæld indsattes der som forsøg fem ledbusser på linje 5A mellem Husum Torv og Sundbyvester Plads på hverdage i perioden 19. august-18. oktober 2013. Selvom linjen i forvejen blev betjent af op til 45 13,7 m-busser i myldretiden, var der jævnligt kapacitetsproblemer. Det problem kunne måske imidlertid løses med ledbusser med deres væsentligt større kapacitet. Samtidig ville driftsudgifterne også kunne reduceres. Der havde i øvrigt tidligere kørt ledbusser i perioden 1980-2008 på bl.a. linje 11 (ikke at forveksle med den senere 11A), 150S, 173E, 250S og 300S, men Københavns Kommune havde i en årrække ikke ønsket ledbusser i gaderne.
Resultatet blev imidlertid ikke bare ledbusser men en omdannelse af linje 5A efter +Way-konceptet, Movias udgave af bus rapid transit med højklassede busser, udstrakt brug af busbaner og bedre stoppesteder. En første sådan med navnet Den kvikke vej og med busbaner og stoppesteder i gademidten mellem Fredensbro og Lyngbyvej indviedes den 19. september 2014 og benyttes af linje 6A mellem Fredensbro og Frederik Bajers Plads. I forbindelsen med udbuddet af linje 5A i udbud A13, der trådte i kraft den 15. december 2015, planlagde man imidlertid en fuldstændig gennemførelse af konceptet for hele linjen. Det første års tid kom man dog til at fortsætte som hidtil, for etableringen varede til den 23. april 2017. Her blev linje 5A relanceret som linje 5C, hvor C står for Cityline, der er det nye produktnavn for +Way udadtil. Som sådan bliver linjen betjent af 37 ledbusser med ind- og udstigning af alle døre. For at markere at det er højklassede busser, er de desuden turkisfarvede med gule hjørner for og bag. Samtidig blev linjen forlænget fra Husum Torv ad Herlev Hovedgade og Herlev Ringvej til Herlev Hospital, hvor den på sigt vil få tilslutning til kommende letbane ad Ring 3.
Samtidig med omdannelsen af linje 5A til 5C blev der også indført fri ind- og udstigning af alle døre på linje 4A i stedet for de hidtidige forsøg. Ved indførelsen af Nyt Bynet den 13. oktober 2019 som beskrevet nedenfor blev det desuden udbredt til de øvrige A-buslinjer. Forventningen var at det kunne reducere rejsetiden og dermed det nødvendige antal busser i drift. Til gengæld ville det føre til flere gratister med deraf forøget behov for billetkontrol. Derudover ville de hidtid benyttede laventrébusser skulle udskiftes med lavgulvsbusser med lavt gulv hele vejen igennem.

### Nyt Bynet
Søndag den 29. september 2019 blev metrostrækningen Cityringen indviet efter flere års byggearbejder. Den kom stort set til at følge linje 1A's hidtidige rute mellem de nye Enghave Plads og Poul Henningsens Plads Stationer og svinge ind og ud omkring linje 8A's rute på resten. Undervejs stødte den desuden på alle de andre A-buslinjer, ligesom en række andre buslinjer også blev berørt i større eller mindre grad. Den 13. oktober 2019 ændrede Movia derfor store dele af det københavnske busnet til det, de kaldte for Nyt Bynet. Grundlaget for ændringerne blev skabt i forbindelse med udarbejdelse af Trafikplan 2016, der blev godkendt af Movias bestyrelse den 23. februar 2017. Planerne blev efterfølgende mere konkrete med præsentationen af Nyt Bynet i januar 2018 med enkelte efterfølgende ændringer.
Nyt Bynet medførte blandt andet, at de strækninger, der kom til at ligge parallelt med Cityringen, mistede deres A-busser, mens de øvrige strækninger blev bundet sammen på nye måder. Ved samme lejlighed blev der desuden indført A-busser på flere strækninger, der ikke havde haft det før, men hvor der vurderedes at være et stort kundepotentiale, for eksempel på Gladsaxevej ved Høje Gladsaxe og på Vasbygade langs Sydhavnen. Til gengæld forsvandt A-busserne fra de yderstrækninger, der ikke havde den frekvens, der ellers krævedes af A-buslinjer, hvilket primært dækkede over linje 2A og 4A på Amager og linje 1A til Klampenborg st. Derudover skete der nogle justeringer i byudviklingsområder, for eksempel ved København Syd Station (indtil 2023 Ny Ellebjerg Station.) og Irmabyen i Rødovre. Fælles for de fleste af de strækninger, der ikke længere betjentes af A-busser, var dog at de stadigvæk betjentes af andre buslinjer. På visse af disse strækninger måtte passagerne dog indstille sig på, at der var betydeligt længere mellem busserne end tidligere. Det gjalt ikke mindst på linje 1A's tidligere strækning gennem Indre By, hvor Cityringen nu dækkede en stor del af behovet.
Rent praktisk kom A-busnettet til at består af linje 1A, 2A, 4A, 6A og 9A samt en ny linje 7A, hvortil kom ovennævnte linje 5C. Linje 3A og 8A blev til gengæld begge nedlagt.
- Linje 1A: Hellerup st. - Strandvejen - Blegdamsvej - H.C. Ørsteds Vej - Toftegårds Plads - Folehaven - Hvidovre Hospital - Avedøre st.[113]

Afkortet fra Klampenborg st. til Hellerup st., omlagt via Blegdamsvej og H.C. Ørsteds Vej i stedet for via Kongens Nytorv og omlagt via Folehaven i stedet for via Vigerslev Allé.
- Linje 2A: Tingbjerg - Brønshøj Torv - Godthåbsvej - Hovedbanegården - Knippelsbro - Refshaleøen[113]

Omlagt til Refshaleøen i stedet for til Kastrup st.
- Linje 4A: Friheden st. - Gammel Køge Landevej - Søndre Fasanvej - Nørrebro st. - Emdrup Torv - Gladsaxevej - Buddinge st.[113]

Omlagt til Friheden st. i stedet for til Lergravsparken st. hhv. Ørestad st. og omlagt til Buddinge st. i stedet for til Svanemøllen st.
- Linje 5C: Herlev Hospital - Husum Torv - Nørrebro st. - Hovedbanegården - Langebro - Sundbyvester Plads - Lufthavnen[113]

Ingen ændringer.
- Linje 6A: Buddinge st. - Søborg Hovedgade - Emdrup Torv - Tagensvej - Nørreport st.[113]

Afkortet fra Rødovrehallen til Nørreport st.
- Linje 7A: Rødovrehallen - Roskildevej - Frederiksberg Allé st. - Hovedbanegården - Vasbygade - Teglholmen - København Syd st.[113]

Ny linje.
- Linje 9A: Glostrup st. - Rødovre Parkvej - Flintholm st. - Peter Bangs Vej - Frederiksberg Allé st. - Carlsberg st. - Valbyparken[113]

Omlagt via Rødovre Parkvej i stedet for via Tårnvej og omlagt til Valbyparken i stedet for til Refshaleøen.
De mange ændringer kom også til at berøre de forskellige entreprenørkontrakter, der for de flestes vedkommende gik udover det tidspunkt, hvor Cityringen åbnede. Det blev forberedt flere år i forvejen, idet de aktuelle entreprenørkontrakter for linje 1A, 2A, 3A, 4A og 6A rummede mulighed for reduktioner i driften i varierende omfang, når Cityringen åbnede. Desuden blev linje 8A udbudt med et kontrakt på 1½ år fra december 2017 til juli 2019 svarende til et tidligere forventet tidspunkt for Cityringens åbning.
Movia planlagde endvidere et busberedskab, der skulle træde til, hvis der blev problemer på Cityringen i den første tid, eller der opstod kapacitetsproblemer på buslinjerne. Beredskabet bestod af ringlinjerne 3M (med uret) og 4M (mod uret), der skulle følge Cityringen rundt i byen, linje 5M som forstærkning mellem Svanemøllen st. og Vesterport st. og ekstrakørsel på den omlagte linje 12 mellem Nørrebro st. og Svanemøllen st. I praksis blev det aktuelt med kørsel på de tre førstnævnte strækninger, da Cityringen var lukket i forbindelse med prøvekørsler til afgreningen Nordhavnsmetroen 12.-26. januar 2020. Metrobusserne kørte dog med andre linjenumre i form af ringlinjerne 111M (med uret) og 222M (mod uret) samt myldretidslinjen 444M (Svanemøllen st. - Vesterport st.).
I løbet af 2020 skete der et par efterjusteringer. Linje 7A og 9A skulle således have kørt ad Platanvej ved den nye Frederiksberg Allé Station. Men den var spærret for buskørsel, da Nyt Bynet trådte i kraft, og kunne først benyttes fra 16. maj 2020, hvor linjerne så blev omlagt ad de planlagte ruter. Linje 7A var desuden berørt af arbejder på Teglværksbroen, så busserne måtte nøjes med at køre ind på Teglholmen og vende, før de fortsatte på deres rute. Efter åbningen af broen, kunne linjen imidlertid fra 22. juli 2020 køre som planlagt gennem Teglholmen, over broen og ad Sluseholmen.
For linje 1A var der en del klager over, at den ikke længere kørte gennem Indre By, så passagerne enten måtte skifte eller benytte linje 23 med en kringlet rute og en væsentligt lavere frekvens. Movia svarede imidlertid, at det ville koste mange passagerer og penge, hvis busserne skulle køre samme sted som metroen. Desuden gav omlægningen en ny forbindelse til for eksempel Nørrebro og Rigshospitalet. I Valby var man dog stadig utilfredse, fordi man havde fået omlægninger af buslinjer, til trods for at der ikke var kommet nogen metro der. Efter en analyse valgte Movia at fastholde omlægningerne af linje 1A, da dens nye rute ad Folehaven havde givet flere passagerer. Til gengæld foreslog de, at etablere en ny linje 11 fra Rådhuspladsen via Vigerslev Allé og Hvidovre Hospital til Avedøre, Byvej, hvilket ville give Valby en direkte forbindelse til Indre By. Forslaget blev vedtaget af Københavns Borgerrepræsentation 8. oktober 2020 med virkning fra juni 2021.

### Elektriske ledbusser
I december 2019 blev der indsat elektriske ledbusser med opladning ved endestationerne på linje 2A. Der var som nævnt gjort forsøg med det på linje 3A, men på linje 2A kom det til at omfatte samtlige busser på linjen. Baggrunden var at Københavns Borgerrepræsentation tidligere havde besluttet, at der ved udbud fra 2019 og frem så vidt muligt skulle stilles krav om elbusser eller tilsvarende miljøvenlige løsninger. Valget af ledbusser skete for at give større kapacitet på de enkelte afgange og dermed gøre det muligt at reducere det samlede antal busser.
I forbindelse med Movias udbud A19, hvis resultat blev offentliggjort 14. september 2020, blev det besluttet også at indsætte elbusser på linje 1A. I alt blev der indsat 30 elbusser på linjen med virkning fra 26. juni 2022. Det ville spare de berørte kommuner for 3.230 tons CO2 om året foruden et vist økonomisk beløb, da elbusser var biligere i drift end dieselbusser med de aktuelle elafgifter. I modsætning til linje 2A nøjedes linje 1A dog med elbusser i den gængse buslængde på ca. 12 m. Ved det efterfølgende udbud A19X blev det i januar 2021 besluttet, at linje 6A og 7A også skulle have elbusser. Fra februar 2022 blev der derfor indsat 21 elbusser på linje 6A og 25 elbusser på linje 7A, hvilket ville spare samlet 3.600 tons CO2 om året. I modsætning til linje 2A oplades busserne på linje 1A, 6A og 7A på garageanlæggene.
Linje 7A's kørsel gennem Sydhavnen fungerede som en forløber for Sydhavnsmetroen, en afgrening til Cityringen, der åbnede 22. juni 2024. For at tilpasse busdriften foreslog Movia i april 2023, at linje 7A's kørsel mellem Hovedbanegården og Ny Ellebjerg st. skulle overgå til en ny linje 17 med samme linjeføring men med en lavere frekvens. Samtidig skulle linje 18 deles, så en ny linje 8A overtog strækningen fra Valby st. ad linje 4A's gamle rute til Lergravsparken st. og Ørestad st. Forslaget blev vedtaget af Københavns Borgerrepræsentation 21. september 2023. Reduktionen af linje 7A ville imidlertid få økonomiske konsekvenser for Frederiksberg Kommune og Rødovre Kommune, som den også betjente. Movia foreslog derfor i januar 2024 som kompensation at reducere linje 9A til en almindelig buslinje med lavere frekvens, da den havde en væsentlig lavere selvfinansieringsgrad og kapacitetsudnyttelse end de andre københavnske A-buslinjer. Forslaget blev vedtaget af de berørte kommuner. Ændringerne gennemførtes 20. oktober 2024, hvor linje 7A afkortedes til Hovedbanegården, linje 8A oprettedes, og linje 9A erstattedes af en ny linje 19.

## A-busnettet
| Linje | Oprettet          | Linjeføring | Bemærkninger |
| ----- | ----------------- | --- | --- |
| 1A    | 25. maj 2003      | Hellerup Station – Svanemøllen Station – Trianglen Station – Rigshospitalet – Stengade – H.C. Ørsteds Vej – Enghave Plads Station – Carlsberg Station – Sjælør Station – København Syd Station – Hvidovre Hospital – Avedøre Station | Hvidovre Hospital - Avedøre Station kun hver anden afgang i dag- og aftentimerne og kun en gang i timen om natten. |
| 2A    | 20. oktober 2002  | Tingbjerg, Gavlhusvej – Brønshøj Torv – Grøndal Station – Aksel Møllers Have Station – Forum Station – Rådhuspladsen – Hovedbanegården – Christiansborg Slotsplads – Christianshavn Station – Refshaleøen                            | Tre afgange om aftenen kører til og fra Operaen i stedet for Refshaleøen.                                          |
| 4A    | 14. december 2003 | Buddinge Station – Høje Gladsaxe – Emdrup Torv – Nørrebro Station – Fasanvej Station – Valby Station – Toftegårds Plads – Ny Ellebjerg Station – Friheden Station                                                                    | Buddinge Station - Emdrup Torv kun hver anden afgang i dag- og aftentimerne og kun en gang i timen om natten.      |
| 6A    | 25. maj 2003      | Buddinge Station – Søborg Torv – Emdrup Torv – Bispebjerg Station – Rigshospitalet – Nørreport Station | Buddinge Station - Emdrup Torv kun hver anden afgang i dag- og aftentimerne og kun en gang i timen om natten.      |
| 7A    | 13. oktober 2019  | Rødovrehallen – Damhustorvet – Ålholm Station – Frederiksberg Allé Station – Hovedbanegården, Frihedsstøtten | Rødovrehallen - Damhustorvet kun hver anden afgang om aftenen.                                                     |
| 8A    | 20. oktober 2024  | Valby Station - Sjælør Station - Mozarts Plads Station - Sluseholmen Station - Bella Center Station - Ørestad Station /- Sundbyvester Plads - Lergravsparken Station                                                                 | Bella Center Station - Ørestad Station betjenes ikke om natten.                                                    |

### Nedlagte linjer
| Linje | Oprettet          | Nedlagt          | Linjeføring ved nedlæggelsen | Bemærkninger |
| ----- | ----------------- | ---------------- | --- | --- |
| 3A    | 14. december 2003 | 13. oktober 2019 | Nordhavn Station – Trianglen – Rigshospitalet – Stengade – H.C. Ørsteds Vej – Enghave Plads – Sydhavn Station – Mozarts Plads – Kongens Enghave, Valbyparken                                                                               | |
| 5A    | 20. oktober 2002  | 23. april 2017   | Husum Torv – Brønshøj Torv – Bellahøj – Nørrebro Station – Nørrebrogade – Nørreport Station – Rådhuspladsen – Hovedbanegården – Amagerbro Station – Sundbyvester Plads – Korsvejen – Lufthavnen, Udenrigsterminalen                        | Omdannet til Cityline, linje 5C. Sundbyvester Plads - Lufthavnen kun hver tredje afgang mandag-lørdag, søn- og helligdage kun hver fjerde afgang i dagtimerne og kun hver anden om aftenen. Om natten betjentes Sundbyvester Plads - Lufthavnen kun en gang i timen. |
| 8A    | 29. marts 2015    | 13. oktober 2019 | Nordhavn Station – Poul Henningsens Plads – Vibenshus Runddel – Nørrebros Runddel – Frederiksberg Station – Frederiksberg Rådhus – Valby Station – Ny Ellebjerg Station – Åmarken Station – Friheden Station                               | |
| 9A    | 24. marts 2013    | 20. oktober 2024 | Glostrup Station – Rødovre Centrum – Jyllingevej Station – Vanløse Station – Flintholm Station – Peter Bangs Vej Station – Frederiksberg Allé Station – Carlsberg Station – Sydhavn Station – Mozarts Plads – Kongens Enghave, Valbyparken | Degraderet til almindelig gul linje 19. I aftentimerne Glostrup Station - Rødovre Centrum kun hver anden afgang. Om natten betjentes Glostrup Station - Jyllingevej/Ålekistevej kun en gang i timen.                                                                 |
| 11A   | 24. oktober 2010  | 1. januar 2015   | Tivoli Hotel – Hovedbanegården – Nytorv – Nørreport Station – Kongens Nytorv Station – Nyhavn, Havnebusserne | Betjent af små elbusser. |

## Passagertal
Nedenfor er passagertallene for de københavnske A-buslinjer gengivet for årene 2021-2024. I 2024 havde A-buslinjer 35,9 mio. passagerer tilsammen. Til sammenligning havde alle Movias linjer 171,8 mio. passagerer i 2024, hvoraf de københavnske A-busser altså stod for 20,9 %. I 2024 omfatter tallene for linje 9A tiden indtil nedlæggelsen 20. oktober 2024 og for linje 8A fra oprettelsen samme dag. I 2022 var tallene præget af eftervirkningerne af coronaviruspandemien, der medførte markante fald i passagertallene.
Passagerne tælles stikprøvevis ved hjælp af såkaldte tællebusser, der er udvalgte busser med indbygget computer, der blandt andet tæller antallet af passagerer, der står på og af. Konceptet med tællebusser er ikke specielt for A-busserne men blev indført generelt efter forsøg med det i begyndelsen af 1980'erne. I 2008 var der 92 tællebusser i hele Hovedstadsområdet, der var indsat, så alle ture blev talt mindst en hverdag om måneden og tilsvarende for lørdag og søndag hvert kvartal. Ved den efterfølgende opregning af tallene tilføjes desuden ekstrakørsel og et tillæg for 0-2-årige børn, der ikke tælles automatisk.
| Linje | 2021       | 2022       | 2023       | 2024       |
| ----- | ---------- | ---------- | ---------- | ---------- |
| 1A    | 4.909.024  | 5.919.086  | 6.274.322  | 6.517.160  |
| 2A    | 5.389.263  | 7.354.724  | 6.955.487  | 7.141.778  |
| 4A    | 5.518.147  | 6.874.422  | 7.411.008  | 7.223.235  |
| 6A    | 3.632.809  | 4.568.937  | 4.694.468  | 5.076.229  |
| 7A    | 5.322.655  | 5.986.074  | 6.485.771  | 5.913.464  |
| 8A    | -          | -          | -          | 592.712    |
| 9A    | 3.128.085  | 3.962.375  | 4.320.721  | 3.420.730  |
| I alt | 27.899.982 | 34.665.617 | 36.141.776 | 35.885.307 |

## Historiske oversigter over A-buslinjerne
Københavns A-busnet består siden 20. oktober 2024 af seks linjer. Linje 1A, 2A, 4A og 6A hører til de oprindelige linjer, der blev oprettet ved nettets start i 2002-03. Dertil kommer linje 7A fra 2019 og linje 8A fra 2024. Fra 2002 til 2017 fandtes desuden en linje 5A, fra 2003 til 2019 en linje 3A, fra 2015 til 2019 en første linje 8A, fra 2013 til 2024 en linje 9A og fra 2010 til 2014 en linje 11A. Ved etableringen af sidstnævnte sprang man numrene 7A-10A over. 7A, 8A og 9A kom som nævnt i brug senere, mens linje 10 hele tiden har været en almindelig linje. Springet i valg af linjenummer skal formentlig ses i lyset af, at linje 11A afløste den såkaldte CityCirkel, der officielt havde linjenummer 11.
Indtil indførelsen af Nyt Bynet i 2019 fulgte de enkelte A-buslinjer i store træk stadig de samme ruter, som da de blev oprettet, men der skete dog en del ændringer i tidens løb. De er beskrevet nærmere i artiklerne om de enkelte linjer, hvor der er gjort rede for både permanente og længerevarende midlertidige ændringer. Ved de midlertidige ændringer kan der dog være usikkerhed om de konkrete datoer, hvorfor angivelserne om dem må tages med et vist forbehold. Der er set bort fra omlægninger af få dages varighed og de til tider temmelig omfattende omlægninger i forbindelse med optog, demonstrationer, statsbesøg, sportsbegivenheder og lignende. Desuden er der set bort fra oprettelser og nedlæggelser af stoppesteder.
- Linje 1A kører fra Avedøre st. via Hvidovre Hospital, H.C. Ørsteds Vej og Trianglen til Hellerup st. Linjen blev oprettet mellem Avedøre st. og Hellerup st. den 25. maj 2003, hvor den erstattede hele linje 650S og dele af linje 6, 10 og 16.[60] I 2013 fik linjen en afgrening til Klampenborg st. Derudover har der været et par lokale omlægninger i Avedøre og Hvidovre. I forbindelse med indførelsen af Nyt Bynet i 2019 blev linjen omlagt gennem Nørrebro i stedet for den hidtidige rute via Indre By. Desuden blev den omlagt via Ny Ellebjerg st., mens kørslen til Klampenborg st. ophørte. I 2022 havde linjen ca. 5,6 mio. passagerer.[147] Linjen betjenes af elbusser med garageopladning. Den er udliciteret til Umove, der driver den fra sit garageanlæg i Bagsværd.[150]
- Linje 2A kører fra Tingbjerg via Godthåbsvej og Hovedbanegården til Refshaleøen. Linjen blev oprettet mellem Tingbjerg og Københavns Lufthavn den 20. oktober 2002, hvor den erstattede dele af linje 2, 5, 8, 9, 11 og 19.[60] I 2004 blev den afkortet fra Lufthavnen til den nuværende Kastrup st., men derefter var linjeføringen forholdsvis stabil i en årrække. I forbindelse med indførelsen af Nyt Bynet blev linjen imidlertid omlagt til Refshaleøen i stedet for til Kastrup st. I 2022 havde linjen ca. 6,6 mio. passagerer.[147] Fra december 2019 bliver linjen betjent af elektriske ledbusser, der oplades ved endestationerne.[2] Linjen er udliciteret til Arriva, der driver den fra sit garageanlæg i Gladsaxe.[151]
- Linje 3A kørte fra Nordhavn st. ad Blegdamsvej, H.C. Ørsteds Vej og Enghavevej til Valbyparken. Linjen var en tværlinje, der krydsede en række andre linjer både en og to gange undervejs. Linjen blev oprettet den 14. december 2003, hvor den erstattede den hidtidige linje 3.[60] Linjeføringen var forholdsvis stabil med undtagelse af en mindre omlægning på Nørrebro. Fra oktober 2014 til december 2015 var der forsøg med en batteridreven bus på linjen. Fra august 2016 til januar 2019 var der forsøg med to eldrevne busser med opladning ved endestationerne. Linjen blev nedlagt den 13. oktober 2019 i forbindelse med indførelsen af Nyt Bynet. Linjen blev betjent af 12 m-busser og var ved nedlæggelsen udliciteret til Umove, der drev den fra sit garageanlæg i Glostrup.[152]
- Linje 4A kører fra Buddinge st. via Emdrup Torv, Nørrebro st. og Valby st. til Friheden st. Linjen blev oprettet mellem Svanemøllen st. og Lergravsparken st. den 14. december 2003, hvor den erstattede linje 39 og 100S.[60] I 2007 blev den omlagt til Femøren st., men den vendte tilbage til Lergravsparken st. i 2012. Ved samme lejlighed fik linjen desuden en afgrening til Ørestad st. Derudover var der flere omlægninger omkring Nørrebro st. i forbindelse med anlæggelsen af Cityringen. Efter indførelsen af Nyt Bynet i 2019 blev linjen lagt om, så den kom til at køre til Buddinge st. i stedet for til Svanemøllen st. og til Friheden st. i stedet for til Lergravsparken st. og Ørestad st. Fra marts 2013 til april 2017 blev der gjort skiftende forsøg med ændret ind- og udstigning på linje 4A, så passagerer der havde kort eller billet i forvejen ikke behøvede at vise dem til chaufføren. Forsøgene endte med, at der blev indført fri ind- og udstigning af alle døre på linjen fra 23. april 2017. I 2022 havde linjen ca. 6,9 mio. passagerer, hvilket gjorde den til den mest benyttede af A-buslinjerne.[147] Linjen betjenes af 13 m-busser, og er udliciteret til Keolis Danmark, der driver den fra sit garageanlæg ved Jernholmen.[153]
- Linje 5A kørte fra Husum Torv via Nørrebrogade, Hovedbanegården og Sundbyvester Plads til Lufthavnen. Linjen blev oprettet mellem Husum Torv og Sundbyvester Plads den 20. oktober 2002, hvor den erstattede dele af linje 2, 4E, 5, 8, 11 og 28.[60] I 2008 blev linjen forlænget til Lufthavnen. Desuden medførte renoveringen af Nørreport st. skiftende omlægninger i 2011-14. Linjen blev omdannet til det nye koncept Cityline den 23. april 2017, hvor den samtidig blev til linje 5C.[98][154] Linje 5A var Nordens største buslinje med 20 mio. passagerer i 2014.[155] Linjen blev betjent af 13,7 m-busser og var i den sidste tid udliciteret til Arriva, der drev linjen fra sit garageanlæg i Gladsaxe.[156]
- Linje 6A kører fra Buddinge st. via Emdrup Torv og Tagensvej til Nørreport st. Linjen blev oprettet mellem Emdrup Torv og Rødovrehallen den 25. maj 2003, hvor den erstattede dele af linje 10, 28 og 550S.[60] I 2010 blev den omlagt i Indre By, så den kom til at køre via Rådhuspladsen i stedet for ad Nørregade. I 2012 blev den forlænget fra Emdrup Torv til Buddinge st. Ved indførelsen af Nyt Bynet i 2019 blev den afkortet fra Rødovrehallen til Nørreport st. I 2022 havde linjen ca. 4,4 mio. passagerer.[147] Linjen betjenes af elbusser med garageopladning. Den er udliciteret til Keolis Danmark, der driver den fra sit garageanlæg ved Jernholmen.[153]
- Linje 7A kører fra Rødovrehallen via Roskildevej og Frederiksberg Allé til Hovedbanegården. Linjen blev oprettet den 13. oktober 2019 som en del af indførelsen af Nyt Bynet, hvor den erstattede dele af linje 6A, 14, 26 og 34. Oprindeligt fortsatte den fra Hovedbanegården til København Syd st., men den blev afkortet i 2024. I 2022 havde linjen ca. 4,8 mio. passagerer.[147] Linjen betjenes af elbusser med garageopladning. Den er udliciteret til Keolis Danmark, der driver den fra sit garageanlæg ved Jernholmen.[153]
- Linje 8A (2015-2019) kørte fra Nordhavn St., ad Jagtvej, Falkoner Allé og Gammel Køge Landevej til Friheden st. Linjen var en tværlinje, der krydsede en række andre linjer både en og to gange undervejs. Linjen blev oprettet den 29. marts 2015 som en opgradering af den hidtidige linje 18.[93] Der var ikke ændringer af betydning i linjens levetid. Linjen blev nedlagt den 13. oktober 2019 i forbindelse med indførelsen af Nyt Bynet. Linjen blev betjent af 12 m-busser og var ved nedlæggelsen udliciteret til Arriva, der drev linjen fra sit garageanlæg Ryvang.[157]
- Linje 8A kører fra Valby st. via Mozarts Plads st., Bella Center st. og Sundbyvester Plads til Lergravsparken st. Desuden er der en afgrening fra Bella Center st. til Ørestad st. Linjen blev oprettet 20. oktober 2024 som en udskilning fra linje 18.[139] Linjen betjenes af elbusser med garageopladning. Den er udliciteret til Keolis Danmark, der driver den fra sit garageanlæg ved Jernholmen.[153]
- Linje 9A kørte fra Glostrup st. via Rødovre Centrum, Vanløse st. og Carlsberg st. til Valbyparken. Linjen blev oprettet mellem Glostrup st. og Operaen den 24. marts 2013, hvor den erstattede dele af linje 13, 14, 15, 66, 85N og 123.[75] Senere samme år blev den omlagt via Flintholm st. og i 2014 på Slotsholmen. I 2017 blev den omlagt på Holmen til Refshaleøen. I forbindelse med indførelsen af Nyt Bynet i 2019 blev den omlagt til Valbyparken i stedet for til Refshaleøen. I 2022 havde linjen ca. 4,1 mio. passagerer.[147] Linjen blev nedlagt 20. oktober 2024 og erstattet af en ny linje 19.[139] Linjen betjentes af 12 m-busser og var ved nedlæggelsen udliciteret til Umove, der drev den fra sit garageanlæg i Glostrup.[158]
- Linje 11A kørte fra Tivoli Hotel via Hovedbanegården, Gammeltorv og Nørreport st. til Nyhavn. Med sin kringlede linjeføring koncentreret i og omkring Middelalderbyen skilte den sig en del ud fra de andre A-buslinjer. Desuden betjentes den af små elbusser arvet fra den ensrettede ringlinje CityCirkel som linje 11A erstattede ved sin oprettelse 24. oktober 2010.[68] Som den første A-buslinje blev den nedlagt 1. januar 2015 som følge af for lave passagertal.[89][90] I hele sin levetid var linjen udliciteret til Arriva, der drev den fra sit garageanlæg Ryvang.

### Galleri
- Linje 1A på Blegdamsvej.
- Elektrisk ledbus på linje 2A på Godthåbsvej.
- Linje 3A på Enghavevej.
- Linje 4A på Søndre Fasanvej.
- Linje 5A på Rådhuspladsen.
- Linje 6A ved Nørreport st.
- Linje 7A på Roskildevej ved København Zoo.
- Den første linje 8A ved Nordhavn st.
- Den nuværende linje 8A ved Valby st.
- Linje 9A på hjørnet af Jernbane Allé og Vanløse Allé.
- Elbus på linje 11A ved Nørreport Station få dage efter oprettelsen i 2010.